# So-won
So-won (bra: Hope) é um filme de drama sul-coreano de 2013 dirigido por Lee Joon-ik, com roteiro baseado no "caso Nayoung", ocorrido em 2008.
So-won é protagonizado por Lee Re, Sol Kyung-gu, Uhm Ji-won e Kim Hae-sook.

## Elenco
- Lee Re - Im So-won/Hope
- Sol Kyung-gu - Im Dong-hoon, pai de So-won
- Uhm Ji-won - Kim Mi-hee, mãe de So-won
- Kim Hae-sook - Song Jung-sook
- Kim Sang-ho - Han Gwang-sik
- Ra Mi-ran - mãe de Young-seok e esposa de Gwang-sik
- Yang Jin-sung - Do-kyung, policial
- Kim Do-yeob - Han Young-seok